# Slimane Sissoko
Slimane Sissoko (Créteil, 20 marzo 1991) è un ex calciatore francese, di ruolo attaccante.

## Carriera
Sissoko è cresciuto nelle giovanili del Rennes, anche se non ha mai giocato in prima squadra. Dopo aver militato a lungo nelle serie inferiori del campionato francese, nel 2015 firma con l'Angers. Esordisce con la squadra qualche settimana dopo, nell'incontro di Ligue 1 vinto per 2-0 contro il Montpellier, realizzando l'assist per Gilles Sunu del secondo gol.

## Statistiche

### Presenze e reti nei club
| Stagione        | Squadra          | Campionato      | Campionato | Campionato | Coppe nazionali | Coppe nazionali | Coppe nazionali | Coppe continentali | Coppe continentali | Coppe continentali | Altre coppe | Altre coppe | Altre coppe | Totale | Totale |
| Stagione        | Squadra          | Comp            | Pres       | Reti       | Comp            | Pres            | Reti            | Comp               | Pres               | Reti               | Comp        | Pres        | Reti        | Pres   | Reti   |
| --------------- | ---------------- | --------------- | ---------- | ---------- | --------------- | --------------- | --------------- | ------------------ | ------------------ | ------------------ | ----------- | ----------- | ----------- | ------ | ------ |
| 2010-2011       | Rennes 2         | CFA             | 13         | 1          |                 | -               | -               |                    | -                  | -                  |             | -           | -           | 13     | 1      |
| 2013-2014       | Boulogne         | N               | 4          | 0          | CdL             | 1               | 0               |                    | -                  | -                  |             | -           | -           | 5      | 0      |
| lug.-dic. 2014  | Sainte-Geneviève | CFA2            | 7          | 2          |                 | -               | -               |                    | -                  | -                  |             | -           | -           | 7      | 2      |
| gen.-mag. 2015  | Luçon            | N               | 9          | 8          |                 | -               | -               |                    | -                  | -                  |             | -           | -           | 9      | 8      |
| 2015-2016       | Angers           | L1              | 12         | 0          | CF              | 1               | 0               |                    | -                  | -                  |             | -           | -           | 13     | 0      |
| 2016-2017       | Nîmes            | L2              | 12         | 3          |                 | -               | -               |                    | -                  | -                  |             | -           | -           | 12     | 3      |
| Totale carriera | Totale carriera  | Totale carriera | 57         | 14         |                 | 2               | 0               |                    | -                  | -                  |             | -           | -           | 59     | 14     |